# Сегодня, завтра, послезавтра
«Сегодня, завтра, послезавтра» (итал. Oggi, domani, dopodomani) — франко-итальянский кинофильм 1965 года. Составлен из трёх новелл из жизни итальянцев, снятых тремя разными режиссёрами. Во всех трёх новеллах главную мужскую роль сыграл Марчелло Мастроянни.

## Сюжет
В первой, чёрно-белой, новелле Марко Феррери Мастроянни играет роль человека, одержимого идеей максимального надувания воздушных шаров.
Во второй новелле Эдуардо Де Филиппо — его герой оказывается свидетелем странных любовных игр молодой пары, пригласившей его в гости, которые выстраивают свои отношения при помощи истерически-ревнивых выходок и выстрелов из револьвера.
Завершает трилогию история Лучано Салче — где он играет коммерсанта, решившего продать свою супругу арабскому шейху в его гарем. Но жена опережает коммерсанта, сама продав мужа в мужской гомосексуальный гарем брата шейха…

## В ролях
- Марчелло Мастроянни — Марио, Мишель
- Катрин Спаак — Джованна
- Вирна Лизи — Доротея
- Лучано Сальче — Артуро Росси
- Памела Тиффин — Пепита (главная героиня третьей новеллы).